# Psiadia
Genre
Classification phylogénétique
Psiadia est un genre de plantes à fleurs de la famille des Asteraceae.

## Étymologie
Le nom Psiadia est formé à partir de la racine grecque ψεχάδός (psiados) qui désigne une « goutte », car le genre a été créé par Jacquin pour l'espèce Psiadia glutinosa dont le feuillage glutineux semble couvert de gouttelettes de rosée.

## Liste des espèces
Selon Catalogue of Life (24 juillet 2017) :
- Psiadia agatheoides (Cass.) Humbert
- Psiadia alticola Humbert
- Psiadia altissima (DC.) Benth. & Hook. fil.
- Psiadia amygdalina Cordem.
- Psiadia anchusifolia (Poir.) Cordem.
- Psiadia angustifolia (Humbert) Humbert
- Psiadia argentea (Lam.) Cordem.
- Psiadia arguta (Pers.) Voigt
- Psiadia aspera (Bory) Cordem.
- Psiadia boivinii (Klatt) B.L. Rob.
- Psiadia cacuminum (Humbert) Humbert
- Psiadia callocephala (Bory) Cordem.
- Psiadia canescens A.J. Scott
- Psiadia cataractae A.J. Scott
- Psiadia ceylanica (Arn.) Grierson
- Psiadia coarctata (Humbert) Humbert
- Psiadia coursii Humbert
- Psiadia decaryi Humbert
- Psiadia dentata (Cass.) DC.
- Psiadia depauperata Humbert
- Psiadia dimorpha Humbert
- Psiadia dracaenifolia Humbert
- Psiadia flavocinerea Humbert
- Psiadia glutinosa Jacq.
- Psiadia godotiana Humbert
- Psiadia grandidentata Steetz
- Psiadia hendersoniae S. Moore
- Psiadia hispida Benth. & Hook. fil.
- Psiadia inaequidentata Humbert
- Psiadia incana Oliv. & Hiern
- Psiadia insignis Cordem.
- Psiadia laurifolia (Lam.) Cordem.
- Psiadia leucophylla Humbert
- Psiadia lithospermifolia Cordem.
- Psiadia lucida (Cass.) Drake
- Psiadia marojejyensis (Humbert) Humbert
- Psiadia mauritiana A.J. Scott
- Psiadia melastomatoides (Lam.) A.J. Scott
- Psiadia minor Steetz
- Psiadia mollissima O. Hoffm.
- Psiadia montana (Cordem.) Cordem.
- Psiadia nigrescens Humbert
- Psiadia pascalii Labat & Beentje
- Psiadia penninervia DC.
- Psiadia pollicina A.J. Scott
- Psiadia pseudonigrescens Buscalioni & Muschl.
- Psiadia punctulata (DC.) Oliv. & Hiern ex Vatke
- Psiadia quartziticola Humbert
- Psiadia retusa DC.
- Psiadia rivalsii A.J. Scott
- Psiadia rodriguesiana Balf. fil.
- Psiadia salaziana Cordem.
- Psiadia salviifolia Baker
- Psiadia schweinfurthii Balf. fil.
- Psiadia sericea (Bory) Cordem.
- Psiadia serrata (Humbert) Humbert
- Psiadia tanala Humbert
- Psiadia tardieuana Humbert
- Psiadia terebinthina A.J. Scott
- Psiadia tsaratananensis Humbert
- Psiadia vestita Humbert
- Psiadia viscosa (Lam.) A.J. Scott